# Edgar de la Torre Romainville
Edgar Nicolás de la Torre Romainville fue un hacendado y político peruano. 
Nació en el Cusco en 1914. Formó parte de una de las principales familias del departamento del Cusco tanto a nivel político como económico. Por su lado paterno, su bisabuelo Juan Manuel del Mar ocupó brevemente la presidencia del Perú en el siglo XIX. Su padre Benjamín de la Torre fue diputado y senador por el departamento del Cusco entre 1895 y 1915. También fue propietario de las haciendas Huyro, Maranura y Pucuto en la provincia de La Convención y de la Fábrica Textil Urcos en la provincia de Quispicanchi. Por el lado de su madre, su abuelo Adolfo Romainville Centeno fue diputado por la provincia de Quispicanchi entre 1886 y 1894 y su tío abuelo Eduardo Romainville Centeno también fue diputado y senador entre 1876 y 1894. Además, su hermano Benjamín de la Torre Romainville fue diputado por la provincia de Acomayo entre 1939 y 1945.
Se casó con María Rosa Peña Roca, quien fuera sobrina nieta del presidente Manuel Prado Ugarteche con quien tuvo tres hijos: Carlos, María Luisa y Ana María. En 1939 adquirió la Casa Concha, inmueble actualmente declarado como Patrimonio Cultural de la Humanidad por la UNESCO, hasta 1955 cuando el gobierno peruano se lo compró para ser local de la prefectura.
Fue elegido diputado por el departamento del Cusco en 1950 con 1121 votos en las Elecciones de 1950 en los que salió elegido el General Manuel A. Odría quien ejercía el poder desde 1948 cuando encabezó un golpe de Estado contra el presidente José Luis Bustamante y Rivero.